# Johannes Baptist Righi
Der selige Johannes Baptist Righi (auch Johannes Righi de Fabriano, italienisch Giovanni Battista  Righi; * 1469 in Fabriano; † 11. März 1539 in Cupramontana) war ein franziskanischer Einsiedler. Als Sohn einer adligen Familie trat er mit 15 Jahren ins Kloster ein und wurde zum Priester geweiht. Da ihm die Armut der franziskanischen Gemeinschaft nicht genug war, zog er sich nach Cupramontana bei Ancona als Einsiedler zurück, wo er für die Nöte und Sorgen der Menschen offen war.
Nach seinem Tode setzte seine Verehrung ein, die 1903 durch die Seligsprechung durch Papst Pius X. approbiert wurde. Gedenktag ist sein Todestag, der 11. März.
| Personendaten    | Personendaten                                |
| ---------------- | -------------------------------------------- |
| NAME             | Righi, Johannes Baptist                      |
| ALTERNATIVNAMEN  | Righi, Giovanni; Righi de Fabriano, Johannes |
| KURZBESCHREIBUNG | italienischer Einsiedler                     |
| GEBURTSDATUM     | 1469                                         |
| GEBURTSORT       | Fabriano                                     |
| STERBEDATUM      | 11. März 1539                                |
| STERBEORT        | Cupramontana                                 |